# Agente de liberação de noradrenalina

Noradrenalina

Um agente de liberação de noradrenalina (NRA), também conhecido como agente de liberação adrenérgico, é um tipo catecolaminérgico de fármaco que induz a liberação de noradrenalina (norepinefrina) e adrenalina (epinefrina) do neurônio pré-sináptico para a sinapse. Por sua vez, isso ocasiona um aumento das concentrações extracelulares de noradrenalina e adrenalina, resultando em um aumento da neurotransmissão adrenérgica.
Um tipo de droga intimamente relacionado é um inibidor da recaptação da norepinefrina (NRI). Outra classe de drogas que estimula a atividade adrenérgica é a classe dos agonistas dos receptores adrenérgicos.

## Usos e exemplos
Os NRAs possuem uso terapêutico em uma variedade de indicações clínicas, incluindo:
- Para o tratamento do transtorno do déficit de atenção e hiperatividade (TDAH) – por exemplo, anfetamina, metanfetamina, pemolina
- Como anorexígenos no tratamento da obesidade – por exemplo, anfetamina, fentermina, benzfetamina, fenmetrazina
- Como agentes promotores da vigília no tratamento da narcolepsia – por exemplo, anfetamina, metanfetamina
- Como descongestionantes nasais – por exemplo, levometanfetamina, propilexedrina, efedrina, pseudoefedrina, fenilpropanolamina

Os NRAs também são usados como drogas recreativas, havendo maior incidência no uso recreativo de fármacos que, além da noradrenalina, também são agentes de liberação de serotonina e/ou dopamina, como anfetamina, metanfetamina, MDMA e mefedrona.
Catinas e catinonas são NRAs encontrados naturalmente na planta Khat. A efedrina e a pseudoefedrina também são encontradas naturalmente na Ephedra sinica. Ambas as substâncias possuem usos médicos, mas também são usadas recreativamente como droga de abuso. Os compostos endógenos conhecidos como aminas traço, a exemplo da fenetilamina e tiramina, são NRAs encontrados naturalmente em muitos animais, incluindo humanos.
Os NRAs seletivos incluem efedrina, pseudoefedrina, fenilpropanolamina, levometanfetamina, fentermina e bupropiona. Essas drogas também liberam dopamina em uma extensão muito menor, e a bupropiona também é um antagonista do receptor nicotínico da acetilcolina.